# سنجورو
سنجورو (به انگلیسی: Sinjoro) یک تحصیل در پاکستان است که در ناحیه سانگهار واقع شده‌است.